# VTB United League
Die VTB United League (russisch Единая Лига ВТБ) ist eine 2008 gegründete überregionale Basketball-Liga. Das Ziel der Liga ist ein Wettbewerb für die führenden Basketball-Klubs Osteuropas. Der Hauptsponsor des Turniers ist die russische Bank VTB.

## Geschichte
Als erster Schritt auf dem Weg zum neuen Wettbewerb wurde als Vorläufer der VTB United League Promo-Cup in Moskau im Dezember 2008 ausgerichtet. Im Finale des Promo-Cups gewann ZSKA Moskau am 22. Dezember 2008 gegen Chimki mit 70:66. 
Die Liga startete in die erste richtige Saison 2009/10 mit Clubs aus Estland, Lettland, Litauen, Russland und Ukraine. In der Saison 2010/11 kamen Mannschaften aus Finnland, Polen und Belarus dazu. In der Saison 2011/12 ist die Zahl der teilnehmenden Mannschaften auf 18 angewachsen. Es kamen die Teams aus Tschechien und Kasachstan neu hinzu. Zur Saison 2012/13 stieg die Teilnehmerzahl auf 20 Mannschaften.
Durch den Ausstieg der ukrainischen und der litauischen Clubs zur Saison 2014/15 reduzierte sich die Zahl der Mannschaften auf 16. In der Saison 2015/16 wurde mit BK Vita Tiflis zum ersten Mal eine Mannschaft aus Georgien in der Liga aufgenommen. Nach dem Rückzug der Clubs aus Georgien, Finnland und Tschechien zur Saison 2016/17 schrumpfte die Liga auf 13 Mannschaften zusammen. Zur Saison 2018/19 erhöhte sich die Zahl der Teilnehmer durch den Neuling Stelmet Zielona Góra aus Polen auf 14, um in der darauffolgenden Saison durch den Rückzug von VEF Riga wieder auf 13 Mannschaften zu schrumpfen.

## Teilnehmer
Bei der VTB United League handelt es sich um eine sogenannte „geschlossene“ Liga. Das Direktorium und der Sponsor entscheiden über die Aufnahme neuer bzw. die Zulassung der bereits vorhandenen Klubs zum Spielbetrieb. In der Saison 2021/22 verteilen sich die 10 Startplätze wie folgt:
- Russland: 8
- Belarus und Kasachstan: je 1

### Übersicht aller Teilnehmer
| Club                   | Erste Saison | Letzte Saison | Anzahl Teilnahmen | Beste Platzierung             |
| ---------------------- | ------------ | ------------- | ----------------- | ----------------------------- |
| Kalev Tallinn          | 2009/10      | 2021/22       | 11                | Play-off-Viertelfinale        |
| Bisons Loimaa          | 2014/15      | 2015/16       | 2                 | 13. Platz                     |
| Honka Espoo            | 2010/11      | 2010/11       | 1                 | Gruppenphase                  |
| Torpan Pojat           | 2011/12      | 2011/12       | 1                 | Qualifikation                 |
| BK Vita Tiflis         | 2015/16      | 2015/16       | 1                 | 16. Platz                     |
| BK Astana              | 2011/12      | aktiv         | 9                 | Play-off-Viertelfinale        |
| ASK Riga               | 2008         | 2008          | Promo-Cup         | 7. Platz                      |
| VEF Riga               | 2009/10      | 2018/19       | 10                | Play-off-Viertelfinale        |
| KK Šiauliai            | 2011/12      | 2011/12       | 1                 | Qualifikation                 |
| Lietuvos rytas         | 2010/11      | 2013/14       | 4                 | 3. Platz (2012)               |
| Neptūnas Klaipėda      | 2012/13      | 2013/14       | 2                 | Gruppenphase                  |
| Žalgiris Kaunas        | 2008         | 2012/13       | 4                 | 3. Platz (2010)               |
| Anwil Włocławek        | 2011/12      | 2011/12       | 1                 | Qualifikation                 |
| Asseco Prokom          | 2010/11      | 2011/12       | 2                 | Gruppenphase                  |
| Turów Zgorzelec        | 2012/13      | 2013/14       | 2                 | Gruppenphase                  |
| Zielona Góra           | 2018/19      | 2021/22       | 2                 | 12. Platz                     |
| Awtodor Saratow        | 2014/15      | aktiv         | 6                 | Play-off-Viertelfinale        |
| BK Chimki              | 2008         | aktiv         | 11                | Sieger (2011)                 |
| BK Parma               | 2016/17      | aktiv         | 4                 | 11. Platz                     |
| Dynamo Moskau          | 2008         | 2008          | Promo-Cup         | 4. Platz                      |
| Jenissei Krasnojarsk   | 2011/12      | aktiv         | 9                 | Play-off-Achtelfinale         |
| Krasnye Krylja         | 2011/12      | 2014/15       | 4                 | Play-off-Viertelfinale        |
| Krasny Oktjabr         | 2013/14      | 2015/16       | 3                 | Play-off-Achtelfinale         |
| Lokomotiv-Kuban        | 2011/12      | aktiv         | 9                 | Finale (2013)                 |
| Nischni Nowgorod       | 2011/12      | aktiv         | 9                 | Finale (2014)                 |
| Spartak St. Petersburg | 2011/12      | 2013/14       | 3                 | Play-off-Achtelfinale         |
| Zenit St. Petersburg   | 2014/15      | aktiv         | 6                 | Play-off-Halbfinale           |
| Triumph Ljuberzy       | 2012/13      | 2013/14       | 2                 | Play-off-Viertelfinale        |
| UNICS Kasan            | 2009/10      | aktiv         | 11                | 2. Platz (2010, 2012, 2016, ) |
| ZSKA Moskau            | 2008         | aktiv         | 11                | Sieger (2010, 2012–2019)      |
| ČEZ Basketball Nymburk | 2011/12      | 2015/16       | 5                 | Play-off-Viertelfinale        |
| Azovmash Mariupol      | 2008         | 2013/14       | 5                 | 4. Platz (2011)               |
| Budiwelnik Kiew        | 2011/12      | 2011/12       | 1                 | Gruppenphase                  |
| Dnipro Dnipropetrowsk  | 2010/11      | 2011/12       | 1                 | Gruppenphase                  |
| BK Donezk              | 2009/2010    | 2013/14       | 3                 | PO-Achtelfinale               |
| BK Kiew                | 2008         | 2008          | Promo-Cup         | 3. Platz                      |
| Zmoki Minsk            | 2010/2011    | aktiv         | 10                | 9. Platz                      |

## Spielmodus
In der Saison 2018/19 spielen die 14 Mannschaften zwei Meisterschaftsrunden jeder gegen jeden. In der darauffolgenden Playoff-Runde wird der Turniersieger im Best-of-Five-Modus ermittelt.

## Alle Finals
| Saison    | Austragungsort | Datum         | Sieger      | Gegner              | Ergebnis                   |
| --------- | -------------- | ------------- | ----------- | ------------------- | -------------------------- |
| 2008*     | Moskau         | 22. Dez. 2008 | ZSKA Moskau | BK Chimki           | 70:66                      |
| 2009/10   | Kaunas         | 22. Jan. 2010 | ZSKA Moskau | UNICS Kasan         | 66:55                      |
| 2010/11   | Kasan          | 23. Apr. 2011 | BK Chimki   | ZSKA Moskau         | 66:64                      |
| 2011/12   | Vilnius        | 03. Mai 2012  | ZSKA Moskau | UNICS Kasan         | 74:62                      |
| 2012/13** | –              | –             | ZSKA Moskau | Lokomotive Kuban    | 72:65, 64:54, 58:69, 59:54 |
| 2013/14** | –              | –             | ZSKA Moskau | BK Nischni Nowgorod | 65:54, 86:59, 82:66        |
| 2014/15** | –              | –             | ZSKA Moskau | BK Chimki           | 89:62, 94:81, 99:69        |
| 2015/16** | –              | –             | ZSKA Moskau | UNICS Kasan         | 84:76, 90:77, 74:79, 81:74 |
| 2016/17** | –              | –             | ZSKA Moskau | BK Chimki           | 94:88, 99:79, 95:72        |
| 2017/18   | Moskau         | 10. Juni 2018 | ZSKA Moskau | BK Chimki           | 95:84                      |
| 2018/19** | –              | –             | ZSKA Moskau | BK Chimki           | 106:85, 103:92, 80:62      |

* Endspiel VTB United League Promo-Cup

** Finale wurde im best-of-five Modus ausgetragen 